# معركة يونغاي
معركة يونغاي، آخر معركة ضمن حروب الكونفيدرالية البيروفية-البوليفية؛ دارت أحداثها في 20 يناير 1839 بالقرب من يونغاي، البيرو. كان جيش استعادة الاتحاد بقيادة الجنرال مانويل بولنيس أحد الطرفَين المنخرطَين في الحرب، وضمّ في أغلب صفوفه مواطنين من تشيلي و600 منشق من شمال البيرو؛ هاجم الجيش قوات الكونفيدرالية البيروفية-البوليفية التي كان قائدها آندريس دي سانتا كروز في شمال بيرو، على بُعد 200 كم إلى الشمال من مدينة ليما عاصمة بيرو.
تمخّضت المعركة الحاسمة عن انتصار جيش استعادة الاتحاد بعد 6 ساعات من بدء القتال، وأدّت فعليّاً إلى حلّ الكونفيدرالية البيروفية-البوليفية. وهكذا انتهت حروب الكونفيدرالية البيروفية-البوليفية، واختار سانتا كروز نفسه منفاه في مدينة غواياكيل، في الإيكوادور. سددت الحكومة البيروفية الجديدة الديون المترتبة عليها لتشيلي من عائدات حملة التحرير من العقد الذي سبق الحرب، ومنحت الأوسمة للمسؤولين التشيليين والبيروفيين. أما الضباط الذين عملوا ضمن الكونفيدرالية فقد حُظِروا من الجيش البيروفي؛ يُذكر منهم: غويلرمو ميلير، وماريانو نيكوتشيا، ولويس هوزيه أوربيغوسو، ودومينغو نيتو.

## مقدمات الحرب
بعد إعلان الحرب على الكونفيدرالية البيروفية-البوليفية في العام 1837، أرسلت تشيلي حملةً عسكرية قادها الأميرال مانويل بلانكو إنكالادا. من خلال حِرصه على عدم مواجهة الحملة، تمّكن سانتا كروز ببراعة من محاصرة بلانكو إنكالادا وإجباره على توقيع معاهدة باوكارباتا في 17 نوفمبر. وفقًا لهذه المعاهدة، قبلت تشيلي متابعة عملياتها التجارية مع الكونفيدرالية، وفي المقابل تقرّ الكونفيدرالية بالجهود التشيلية في حرب الاستقلال البيروفية وتسعى لتعويضها عنها.
اعتبر الكونغرس والرأي العام في تشيلي نتائج الحملة مهينةً، ورفضوا المعاهدة. إضافةً إلى ذلك، كان ثمة اعتقاد بأن سانتا كروز كان يقف خلف عملية اغتيال دييغو بورتاليس. نجم عن كل هذا مشاعر مناهضة للكونفيدرالية البيروفية-البوليفية، وعمِدت تشيلي إلى إرسال حملة عسكرية جديدة، وهذه المرة بإمرة الجنرال مانويل بولنيس. ضمّت الحملة 5400 مقاتل من تشيلي و600 مغترب بيروفيّ تحت إمرة الجنرال أوغستين غامارا. ردّ سانتا كروز مباشرةً بإعلان الحرب ومتابعة الأعمال القتالية.
حققت الحملة العسكرية التشيلية الثانية نجاحًا أكبر من سابقتها. هزم بولنيس قوات الكونفدرالية التي قادها الجنرال أوربيغوسو في معركة بورتادا دي غوياس في 21 أغسطس 1838. وبالتوازي مع ذلك، ضمِن الأسطول التشيلي الهيمنة البحرية لتشيلي في معركة كاسما. رغم الانتصار، ترك بولنيس المدينة بحلول شهر نوفمبر، وزحف نحو هواتشو الواقعة في شمال الأراضي البيروفية؛ اضطرّته لذلك ظروف عداء السكان المحليين ونقص الإمدادات، وتفشي المرض في صفوف جنوده، إضافةً إلى وصول أخبار عن قرب وصول جيش سانتا كروز المتفوّق عدديّاً. تبعًا لذلك، دخل سانتا كروز العاصمة البيروفية ليما بترحيب شديد، ثم سار لملاحقة جيش بولنيس.
التقى الجيشان في موقعة بوين في 6 يناير 1839، وخاضا القتال عند ملتقى نهريّ بوين وسانتا، ولم تتحقق الغلبة لأيّ طرف من المتحاربين. تابع بولنيس زحفه شمالًا وبقي سانتا كروز في إِثره ساعيًا لإحقاق نصره النهائي على بولنيس، وهو الأمر الذي سيعزز من هيمنة الكونفدرالية البيروفية-البوليفية في الإقليم.
احتل سانتا كروز يونغاي في محاولةٍ منه لقطع خطوط إمداد جيش بولنيس ومحاصرته. لم يكن في نية سانتا كروز الإجهاز على جيش استعادة الاتحاد، بل إجبار بولنيس على الاستسلام للجيش الكونفدرالي المتفوّق. ولكن بولنيس كان يخطط لشيء آخر، واضعًا في حُسبانه بأن عودته خالي الوفاض لم تكن خيارًا مطروحًا وخصوصًا بعد هزيمة الحملة العسكرية السابقة بإمرة بلانكو إنكالادا.
كان عدد الجنود في كل جيش 6000 مقاتل تقريبًا، رغم أن كفّة التفوّق العددي مالت لصالح جيش الكونفدرالية. وعانت الحملة التشيلية من تفشّي الأمراض ضمن بعض كتائبها أُصيبت بها خلال احتلال العاصمة البيروفية، ليما. لكن كلا الجيشين كانا مجهّزين تجهيزًا متكافئًا، وكمنَ الفرق الجوهري في تدريب القوات، والمعرفة بتضاريس المنطقة، إضافةً إلى الفروق الذي تظهر دومًا بين القوّات الغازية والقوات المقاوِمة.

## الخصوم

### القوات المتحاربة

#### جيش الكونفدرالية البيروفية-البوليفية
ضمّ جيش الكونفيدرالية البيروفية-البوليفية في صفوفه العديد من العناصر المحاربة القديمة التي اشتركت في المعارك الداخلية في كلّ من البيرو وبوليفيا. كان الشعب البيروفي بغالبه يدعم الجيش الكونفدرالي والذي حظي بخطوط إمداد قوية بفضل موقع المعركة على أرضه. كان القائد العام، الجنرال أندريس دي سانتا كروز، يُعتبر خبير تكتيك حربيّ ضليعًا وقائدًا مقتدرًا. تألف جيشه من 6000 جندي مقسّمين إلى 3 فِرَق، إضافةً إلى تسع كتائب مشاة، وتشكيلَين من سلاح الفرسان.

#### الجيش التشيلي
وظّف جيش الاستعادة خبرة الجنرال مانويل بولنيس. رغم ذلك، لم يكن الجيش التشيلي مرحّبًا به لدى السكان المحليين، وأُعيقت حركته بسبب تفشي الأوبئة، والروح المعنوية المنخفضة، ومشاركة بعض الوحدات العسكرية دون خبرة قتالية. تألف هذا الجيش من 5400 جندي، وضمّ تسع كتائب مشاة، وثلاثة أفواج فرسان، ضمن أربعة فرق عسكريّة.

### التحركات الأولية
سار كلا الجيشين تحت الأمطار، وتموقعا بالقرب من تارار، ومن هناك زحفا نحو سان ميغيل. بعد عرقلته في تارهواز، سيطر سانتا كروز على بلدة يونغاي في 13 يناير.
في ليلة 19 يناير، أرسل سانتا كروز الجنرال رودريغيز مارغارنيوس لمراقبة مواقع الجيش التشيلي. إضافة إلى ذلك، أمر سانتا كروز بأن يقوم الكولونيل البوليفي أنسيلمو كويروز مع 600 جندي باحتلال هضبة بان دي آزوكار والتموضع عليها، في حين يزحف الكولونيل فروكتوسو دي لا بينيا إلى هضبة بونيان مع 200 جندي آخرين.
في 20 يناير، ومع حلول الفجر، تقدّم الجنرال بولنيس بجيشه نحو يونغاي، في حين نشر سانتا كروز جيشه بالقرب من نهر أناش، بميمنة جيشه تحت إمرة هيريرا، والمدفعية في الوسط، خلفها الفرسان يقودهم الجنرال بيريز دي أوردنيا. أخيرًا كانت في الميسرة فرقة عسكرية بإمرة موران.

### ساحة المعركة
فصل بين الجيشين وادٍ قصيرٌ شكّله نهر سانتا والجبال المحيطة، وهضاب بونيان، وآناش، وبان دي أزوكار في الطرف الأقصى من هذا الموقع، قبع خلفها وادي آناش الضيق وشديد الانحدار، ومن خلفه خنادق جيش الكونفدرالية.